# Phanetta
Phanetta subterranea es una especie de araña araneomorfa de la familia Linyphiidae. Es el único miembro del género monotípico Phanetta.

## Distribución
Se encuentra en las grutas Illinois, Indiana, Pensilvania, Maryland, Virginia, Kentucky, Tennessee, Alabama y Georgia.